# 氣 (西藏醫學)
在西藏醫學中，氣（rlung，Lüng），又被譯為風，藏文原義是呼吸，或是風。它是由印度醫學引進的觀念，相當於是梵語中的氣（prāṇa）；但它也部份受到漢醫學中氣的概念所影響。藏傳佛教認為，它構成了細微身（Subtle body），也是理解三密 （页面存档备份，存于）（Three Vajras，也就是指身、語、意三者）的重要關鍵。

## 概論
在藏傳佛教中，氣是一種微妙的能量活動，它是由世界上的基本五元素（地、水、火、風、空）所形成，而跟其中的風大特別有關連。但它不僅止於是空氣，西藏醫學認為它是形成生命的基本能量，由意識所駕御，它主要的功能，在於幫助身體的發展與運作。